# ディエゴ・ベナリオ
ディエゴ・ベナリオ（Diego Orlando Benaglio, 1983年9月8日 - ）は、スイス・チューリッヒ出身の元サッカー選手。元スイス代表。現役時代のポジションはゴールキーパー。
ベナーリオ、ベナグリオ、ベナーリョ、ベナッリョなど日本語表記は多数存在する。

## 経歴

### クラブ
地元チューリッヒの名門グラスホッパーでプロデビュー。2002年にドイツのVfBシュトゥットガルトへ移籍するが、不動のレギュラーであったティモ・ヒルデブラントに阻まれ、リザーブリーグでの出場に終始した。
2005年、ポルトガルのCDナシオナルへ移籍。当初はエンリケ・イラーリオの控えであったが、2006年にイラーリオがチェルシーFCへ移籍するとレギュラーに定着した。
2008年1月1日にVfLヴォルフスブルクへ加入し、3年ぶりのドイツ復帰となった。すぐにフェリックス・マガトの信頼を得て、ジモン・イェンツシュから正GKを奪った。2007-08シーズンの後半戦にはベナリオの加入もあってディフェンスが安定し、クラブ史上最高位となる5位でシーズンを終了した。2008-09シーズンも引き続き安定した活躍を披露し、ブンデスリーガ初制覇に貢献した。
2017年6月16日、10年過ごしたヴォルフスブルクを去りASモナコへ3年契約で移籍した。
2020年8月、現役引退を表明した。

### 代表
2006年にA代表未経験ながら、パスカル・ツベルビューラー、ファビオ・コルトルティに継ぐ第3GKとしてドイツワールドカップのメンバーに選ばれた。母国開催となった2008年の欧州選手権では正GKとして2試合に先発出場。2010年のFIFAワールドカップ南アフリカ大会にも正GKで全試合出場。グループリーグ初戦では優勝候補のスペインをファインセーブ連発で無失点に抑え、1-0での勝利に貢献。同大会ではワールドカップにおける最長無失点時間記録（559分）を樹立したが、グループリーグ最終戦のチリ戦の後半30分に失点し、決勝トーナメント進出はならなかった。
2014年8月20日、代表引退を表明した。

## プレースタイル
- 俊敏性に優れシュートストップに能力を発揮し、的確なポジショニングと安定感も備える[6]。

## 所属クラブ
- グラスホッパー 1999-2002
- VfBシュトゥットガルト 2002-2005
- CDナシオナル 2005-2008.1
- VfLヴォルフスブルク 2008.1-2017
- ASモナコ 2017-2020

## 代表歴

### 出場大会
- スイス代表
  - 2006 FIFAワールドカップ
  - 2010 FIFAワールドカップ
  - 2014 FIFAワールドカップ

### 試合数
- 国際Aマッチ 61試合 0得点（2006年-2014年）[7]

| スイス代表 | 国際Aマッチ | 国際Aマッチ |
| 年         | 出場        | 得点        |
| ---------- | ----------- | ----------- |
| 2006       | 4           | 0           |
| 2007       | 4           | 0           |
| 2008       | 10          | 0           |
| 2009       | 7           | 0           |
| 2010       | 8           | 0           |
| 2011       | 8           | 0           |
| 2012       | 7           | 0           |
| 2013       | 6           | 0           |
| 2014       | 7           | 0           |
| 通算       | 61          | 0           |

## タイトル

### クラブ
グラスホッパー
- スーパーリーグ 2000-01

VfLヴォルフスブルク
- ブンデスリーガ 2008-09
- DFBポカール 2014-15
- DFLスーパーカップ 2015

## 代表歴
- スイス代表
  - 2006年6月3日 - A代表初出場 - 中国戦
  - 2006年 ワールドカップ （ベスト16）
  - 2008年 欧州選手権 （グループリーグ敗退）
  - 2010年 ワールドカップ　（グループリーグ敗退）
  - 2012年 ロンドンオリンピック (オーバーエイジ枠)
  - 2014年 ワールドカップ （ベスト16）